# Dead Lovers Society
Dead Lovers Society  es una banda de Indie-rock proveniente de Colombia. Formada en 2006 su música se describe como caótica, suicida y con falta de sentido, pero sus miembros gozan de gran aceptación en los lugares donde interpretan (. Con letras tan desgarradoras, que mezclan la música protesta, con graciosas frases, dos guitarras que se acoplan en perfecta armonía, y un bajo y una batería que hacen una base perfecta.

## Formación
- Sergio Rondón – Vocal y Bajo
- Greeg Mejía - Guitarra
- José Carlier - Guitarra
- Andrés Cadena - Batería

## Historia
El grupo fue formado inicialmente por Andrés Cadena y Sergio Rondón, quienes en una noche de ocio decidieron reunirse a hacer música. Contactaron a Greeg Mejía, un Guitarrista amigo de ellos, y a José Carlier, quien inicialmente se unió como bajista.
Con el paso del tiempo y abriendo paso a la creatividad, decidieron su tendencia musical, pasando a Sergio al Bajo y a José a la guitarra.
El logo de la Banda fue Creado por Andrés Cadena, después de varias discusiones sobre el nombre del grupo, pues inicialmente se hacían llamar The Blow Job (Debido a lo que el baterista le pedía insistentemente a uno de los guitarristas). 
El grupo ha pasado por grandes problemas económicos, a veces incluso ensayando sin batería (el Baterista aprendió a tocar, con una simulación de batería que se encuentra en la página web de condorito) y con una bajo sin amplificador. En el momento de ensayar todos hacían muy bien su trabajo, Greeg y Sergio improvisando (hablando maricadas), Andrés conquistando a las vecinas, y José chateando, todo esto hasta por 6 horas diarias.
Su más grande Éxito ha sido Don't Cry Version Indie, la cual piden en todas sus presentaciones, esta canción fue escrita en honor a uno de los amigos de la banda. al parecer fue una inspiración después de una noche de tragos y peleas por una mujer. 
Hay incluso quienes se atreven a afirmar que los instrumentos están tan bien acoplados que a veces solo se escucha la guitarra de greeg.
Es muy recordado el primer concierto, en el cual el baterista dejó su lugar durante la canción la plata (en el conocido "todo el mundo poguea") y salto a poguear con el público, mientras José hacia uno de sus espectaculares solos silenciosos y el bajo se despegaba increíblemente del ritmo de la canción, haciendo parecer que se tocaban dos canciones a la vez.
El presidente de su club de fanes afirma: "están incursionanda en algo así como el sonido creativo como el de los blue man, o sea juegan con el inconsciente colectivo de los espectadores".
En el caso de las profesiones que tienen además de la música es lógico pensar que son una banda tecnológicamente avanzada y con matises artísticos, pues en ella se cuenta con un diseñador gráfico, un diseñador visual, un ingeniero electrónico y.... bueno alguien que aún no se sabe que hace.
El grupo también es reconocido por su facilidad para Gurrear, ser unos completos atracacunas, y últimamente por quedarse dormidos cuando se acuestan en la cama junto a una mujer que solo quiere placer, además de rumbearse con sus primos (si también del mismo sexo).
Se espera una gira para finales de este año, la gira de conciertos empezara en El Bosque se trasladara a Lagos V y más tarde a Panorama-Bellavista.
Hace poco lanzaron su nuevo sencillo "She's only sixteen", el cual fue catalogado como un éxito.

## Influencias
Por ser un Grupo de Indie-Rock su mayor influencia es The Strokes, aunque tienen variadas influencias musicales, que van desde el punk de Blink-182, hasta el Metal industrial de Rammstein, pasando por el rock de Incubus, y el Heavy de Iron Maiden.
"Nuestras influencias vienen desde su madre hasta la mia", afirma el grupo.
- Datos: Q5800888